# Sennyei Vera

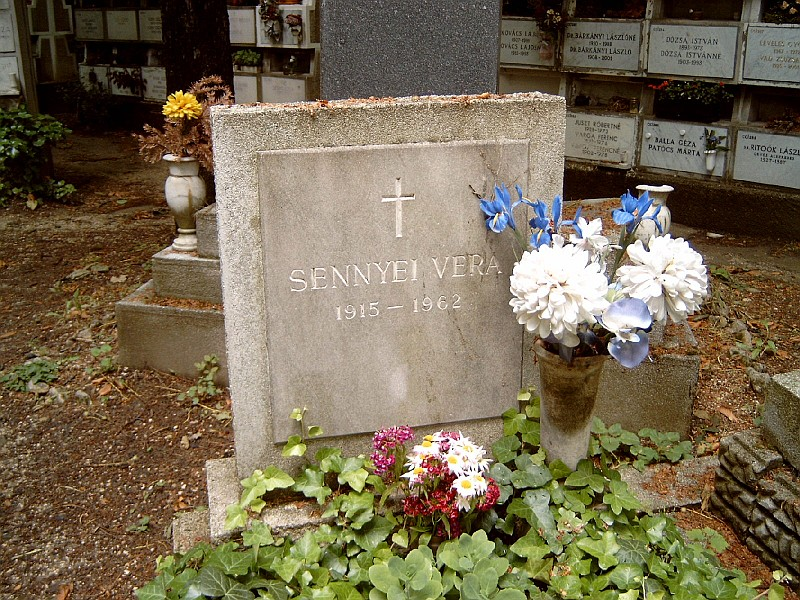
Sírja a Farkasréti temetőben

Sennyei Vera, születési nevén Schwalm Veronika Éva (Budapest Józsefváros, 1915. január 3. – Budapest XII. kerület 1962. május 28.) magyar színésznő, érdemes művész (1961). Lehotay Árpád, Rősler Endre, majd Apáthi Imre színművész felesége volt. Nagyon sokoldalú művész volt: a vígjátékoktól a drámáig, az operettektől a sanzonéneklésig  több műfajban sikerrel szerepelt. Számos filmben nyújtott emlékezetes alakítást.

## Életpályája
Édesapja Schwalm Ferenc operaházi zenész, édesanyja Berkes Ilona.
A Színművészeti Főiskola hallgatójaként 1936-ban szerzett oklevelet. Pályafutását a fővárosban kezdte. Játszott a Magyar Színházban játszott 1936 és 1938 között, ezt követően a Belvárosi Színházban és a Vígszínházban lépett fel. A második világháború után a Művész Színház, nem sokkal később a Madách Színház tagja lett. 1956-tól a Fővárosi Operettszínházban, 1960-tól a Petőfi Színházban szerepelt. Súlyos betegség következtében mellrákban hunyt el a Szent János Kórházban.
1934. augusztus 25-én házasságot között Lehotay Árpád színésszel, akivel 1935. december 11-én váltak el. 1940. június 27-én hozzáment Rősler Endre operaénekeshez, majd 1948-ban harmadszor is férjhez ment, Apáthi Imre színészhez.

## Emlékezete
- Sírja Budapesten a Farkasréti temetőben[4] található.
- Apáthi Imrével közös emléktábláját utolsó lakóhelyükön, a Budapest V. Vörösmarty tér 5. alatt helyezték el.[5]

## Fontosabb színházi szerepei
- Éva (Madách: Az ember tragédiája)
- Lady Clarisse (Parker: Disraeli)
- Poppea (Felkai F.: Néró)
- Margaret Orme (Galsworthy: Úriemberek)
- Andromaché (Giraudoux: Trójában nem lesz háború)
- Mrs. Cheverley (Wilde: Eszményi férj)
- Kupavina (Osztrovszkij: Farkasok és bárányok)
- Ivanova (Dosztojevszkij: Bűn és bűnhődés)
- Hedda Gabler (Ibsen)
- Lucia (Sartre: A temetetlen holtak)
- Kocsma Jenny (Brecht–Weill: Koldusopera)
- Adél (Molnár F.: Üvegcipő)
- Jevlamazija (Osztrovszkij: Farkasok és bárányok)
- Mama (Mándy Iván: Mélyvíz)
- Melitta (Hubay – Vas – Ránki: Egy szerelem három éjszakája)
- Gonzales (Kemény Egon: „Valahol Délen”)

## Filmszerepei
- Az én lányom nem olyan (1937) – Rózsi, bárhölgy
- Segítség, örököltem! (1937) – Kovács Piroska, komorna Bartháéknál
- Édes a bosszú (1937) – Eliz, Walter Ákos menyasszonya
- Te vagy a dal (1940)
- Mária két éjszakája (1940) – Zizi, Iván barátnője
- Ne kérdezd, ki voltam (1941) – Mohai Alice, Csángó Péter szállodatulajdonos felesége
- Csalódás (1942) – Gabi, Ilona barátnője
- Gyávaság (1942) – Éva
- Keresztúton (1942) – Balázs Irma, titkárnő
- Majális (1943) – Erzsébet
- Kiskrajcár (1953) - Rauf Kornélia, főmérnők
- A bűvös szék (1954) - Berta, az államtitkár felesége
- Díszelőadás (1955)
- Az eltüsszentett birodalom (1956) - Királyné
- Próbáld meg daddy! (1959, TV film)
- Délibáb minden mennyiségben (1962)

## Szinkronszerepei
- Találkozás az Elbán (Vstrecha na Elbe) [1949] - Janet Sherwood, újságíró (Lyubov Orlova)
- Hamupipőke (Cinderella) [1950] - Mostoha (Eleanor Audley), 1961-es szinkron
- A hűség próbája (Ispytanie vernosti) [1954]
- Svejk, a derék katona (Dobrý voják Svejk) [1957]
- Tisztes úriház (Pot-Bouille) [1957] - Eléonore Josserand (Jane Marken)
- Emilia Galotti (Emilia Galotti) [1958] - Gräfin Orsina (Gisela Uhlen)
- Kezedben az élet (V tvoikh rukakh zhizn) [1959]
- Seiler utca 8. (Seilergasse 8) [1960]

## Díjai, elismerései
- Érdemes művész (1961)